# Campeonato Panamericano de Judo de 2009
El XXXIV Campeonato Panamericano de Judo se celebró en Buenos Aires (Argentina) entre el 25 y el 30 de marzo de 2009 bajo la organización de la Confederación Panamericana de Judo.
En total se disputaron dieciocho pruebas diferentes, nueve masculinas y nueve femeninas.

## Resultados

### Masculino
| Evento            | Oro                           | Plata                            | Bronce                                                       |
| ----------------- | ----------------------------- | -------------------------------- | ------------------------------------------------------------ |
| –55 kg            | Damián Villalba Argentina     | Dodanim Barboza · Colombia       | Connor Murtha · Estados Unidos · Shujon Mazumder · Canadá    |
| –60 kg            | Javier Guédez · Venezuela     | Frazer Will · Canadá             | Yosmani Piker · Cuba · Aaron Kunihiro · Estados Unidos       |
| –66 kg            | João Derly · Brasil           | Miguel Albarracín Argentina      | Michal Popiel · Canadá · Luis Galindo · Colombia             |
| –73 kg            | Leandro Guilheiro · Brasil    | Nicholas Tritton · Canadá        | Michael Eldred · Estados Unidos · Yordanis Arencibia · Cuba  |
| –81 kg            | Travis Stevens Estados Unidos | Flávio Canto · Brasil            | Luis Retamales · Chile · Emmanuel Lucenti · Argentina        |
| –90 kg            | Alexandre Émond · Canadá      | Eduardo Santos · Brasil          | Harry St. Leger · Estados Unidos · Gonzalo Huamán · Chile    |
| –100 kg           | Oreidis Despaigne · Cuba      | Cristian Schmidt Argentina       | Scott Edward · Canadá · Luciano Corrêa · Brasil              |
| +100 kg           | Óscar Brayson · Cuba          | João Gabriel Schlittler · Brasil | Orlando Baccino · Argentina · Carlos Zegarra · Perú          |
| Categoría abierta | Luciano Corrêa · Brasil       | Óscar Brayson · Cuba             | Luis Salazar · Colombia · Héctor Campos Bermúdez · Argentina |

### Femenino
| Evento            | Oro                          | Plata                             | Bronce                                                         |
| ----------------- | ---------------------------- | --------------------------------- | -------------------------------------------------------------- |
| –44 kg            | Steffany Garatejo · Colombia | Jacqueline Solís · Guatemala      | Antonieta Galleguillos · Chile · Taylor Ibera · Estados Unidos |
| –48 kg            | Paula Pareto Argentina       | Luz Adiela Álvarez · Colombia     | Sarah Menezes · Brasil · Edna Carrillo · México                |
| –52 kg            | Yanet Bermoy Acosta · Cuba   | Yulieth Sánchez · Colombia        | Oritia González · Argentina · Glenda Miranda · Ecuador         |
| –57 kg            | Yurisleidy Lupetey · Cuba    | Danielle Zangrando · Brasil       | Joliane Melançon · Canadá · Diana Villavicencio · Ecuador      |
| –63 kg            | Daniela Krukower Argentina   | Danielli Yuri · Brasil            | Karina Acosta · México · Ysis Barreto · Venezuela              |
| –70 kg            | Yuri Alvear · Colombia       | Maria de Lourdes Portela · Brasil | Verónica Mendoza · El Salvador · Kelita Zupancic · Canadá      |
| –78 kg            | Kaliema Antomarchi · Cuba    | Anny Cortés · Colombia            | Amy Cotton · Canadá · Deborah de Souza · Brasil                |
| +78 kg            | Idalys Ortiz · Cuba          | Claudirene Cezar · Brasil         | Vanessa Zambotti · México · Carmen Chalá · Ecuador             |
| Categoría abierta | Idalys Ortiz · Cuba          | Vanessa Zambotti · México         | Carmen Chalá · Ecuador · Claudirene Cezar · Brasil             |

## Medallero
| Núm. | País           | Oro | Plata | Bronce | Total |
| ---- | -------------- | --- | ----- | ------ | ----- |
| 1    | Cuba           | 7   | 1     | 2      | 10    |
| 2    | Brasil         | 3   | 7     | 4      | 14    |
| 3    | Argentina      | 3   | 2     | 4      | 9     |
| 4    | Colombia       | 2   | 4     | 2      | 8     |
| 5    | Canadá         | 1   | 2     | 6      | 9     |
| 6    | Estados Unidos | 1   | 0     | 5      | 6     |
| 7    | Venezuela      | 1   | 0     | 1      | 2     |
| 8    | México         | 0   | 1     | 3      | 4     |
| 9    | Guatemala      | 0   | 1     | 0      | 1     |
| 10   | Ecuador        | 0   | 0     | 4      | 4     |
| 11   | Chile          | 0   | 0     | 3      | 3     |
| 12   | El Salvador    | 0   | 0     | 1      | 1     |
| 12   | Perú           | 0   | 0     | 1      | 1     |
|      | TOTAL          | 18  | 18    | 36     | 72    |